# Antholmen, Larsmo
Antholmen är en udde i Finland. Den ligger i den ekonomiska regionen  Jakobstadsregionen  och landskapet Österbotten, i den centrala delen av landet, 400 km norr om huvudstaden Helsingfors.
Terrängen inåt land är mycket platt. Havet är nära Antholmen åt sydost. Närmaste större samhälle är Karleby, 16,6 km öster om Antholmen. 